# Iron Sky (Paolo Nutini)
Iron Sky is een nummer van de Schotse zanger Paolo Nutini van het album Caustic Love uit 2014. De release was op 14 augustus 2014.
In het nummer zit een speech verwerkt van Charlie Chaplin uit de film The Great Dictator.
Hoewel het nummer in eerste instantie een onbekende single was in Nederland, werd het lied bekend tijdens de ochtendshow van Giel Beelen op 3FM naar aanleiding van de Aanslag op Charlie Hebdo op 7 januari 2015. Het nummer kreeg een week later notering als nummer 15 in de 3FM Mega Top 50. In de Nederlandse Top 40 deed het het minder goed, de hoogste notitie was nummer 30.

## NPO Radio 2 Top 2000
| Nummer met noteringen in de NPO Radio 2 Top 2000 | '15 | '16 | '17 | '18 | '19 | '20 | '21 | '22 | '23 | '24 |
| ------------------------------------------------ | --- | --- | --- | --- | --- | --- | --- | --- | --- | --- |
| Iron Sky                                         | 47  | 57  | 52  | 77  | 86  | 86  | 70  | 59  | 64  | 69  |

1. ↑  Een vetgedrukt getal geeft de hoogste notering aan.
2. ↑  2015 was het eerste jaar met een notering voor dit nummer.